# Dolsko (Miastko)
Dolsko (deutsch Dulzig) ist ein Dorf in der Woiwodschaft Pommern in Polen. Es gehört zur Gmina Miastko (Gemeinde Rummelsburg)  im Powiat Bytowski (Bütower Kreis).

## Geographische Lage
Das Dorf liegt in Hinterpommern, etwa 180 Kilometer östlich von Stettin. Südlich des Ortes führt im West-Ost-Richtung die polnische Landesstraße 20, deren Verlauf hier der ehemaligen Reichsstraße 158 entspricht.

## Geschichte
Dulzig war bis zu Beginn des 20. Jahrhunderts ein Vorwerk von Reinwasser. Im Jahre 1904 wurde es in 9 Rentensiedlungen mit insgesamt 203 Hektar Land aufgeteilt.   
Im Jahre 1928 wurde Dulzig mit mehreren Wohnplätzen von Reinwasser abgespalten und eine eigene Landgemeinde, zu der auch Jakobshausen aus der Gemeinde Schwessin gelegt wurde. Bis 1945 bildete Dulzig eine Landgemeinde im Kreis Rummelsburg der preußischen Provinz Pommern. In der Landgemeinde wurden neben Dulzig die Wohnplätze Albertswalde, Groß Salonke, Jakobshausen, Karlshof, Klein Salonke, Neues Vorwerk, Theresienhof und Waldhaus geführt. Die Gemeinde zählte im Jahre 1933 und im Jahre 1939 jeweils 344 Einwohner.
Nach dem Zweiten Weltkrieg kam Dulzig an Polen. Der Ortsname wurde zu „Dolsko“ polonisiert. 